# Silver Maple Leaf
| Silver Maple Leaf (Canada) | Silver Maple Leaf (Canada) |
| -------------------------- | -------------------------- |
| Værdi:                     | 5 Canadiske Dollars        |
| Vægt:                      | 31.103 g                   |
| Diameter:                  | 37.97 mm                   |
| Tykkelse:                  | 3.29 mm                    |
| Materiale:                 | 99.99% Ag                  |
| Præget år:                 | 1988–nu                    |
| Forside                    |                            |
| Design:                    | Dronning Elizabeth II      |
| Designer:                  | Susanna Blunt              |
| Bagside                    |                            |
| Design:                    | Blad fra et ahorn-træ      |

Silver Maple Leaf er en canadisk sølvmønt, produceret af Royal Canadian Mint. Den er blevet produceret siden 1988.
Den påtrykte værdi på mønten er 5 Canadiske dollars. Markedsværdien for mønten ligger på omkring 20 CAD (2013). Finheden - 99,99 % - er den højeste blandt sølvmønter, idet langt de fleste benytter 99,9 % eller under[kilde mangler].
Mønten udkommer hvert år med små ændringer, men der er altid et portræt af Dronning Elizabeth 2. af Storbritannien på forsiden og et ahornblad på bagsiden. Der er kommet mange varianter, herunder i 2009, hvor der kom en OL-mønt, da Canada holdt Vinter-OL året efter. 

## Produktion
| År   | Antal produceret |
| ---- | ---------------- |
| 1988 | 1.062.000        |
| 1989 | 3.332.200        |
| 1990 | 1.708.800        |
| 1991 | 644.300          |
| 1992 | 343.800          |
| 1993 | 1.133.900        |
| 1994 | 889.946          |
| 1995 | 326.244          |
| 1996 | 250.445          |
| 1997 | 100.970          |
| 1998 | 591.359          |
| 1999 | 1.229.442        |
| 2000 | 403.652          |
| 2001 | 398.563          |
| 2002 | 576.196          |
| 2003 | 684.750          |
| 2004 | 680.925          |
| 2005 | 955.694          |
| 2006 | 2.454.727        |
| 2007 | 3.526.052        |
| 2008 | 7.909.161        |
| 2009 | 9.727.592        |
| 2010 | 17.799.992       |
| 2011 | 23.129.966       |
| 2012 | 18.132.297       |

## Specialudgaver

### Farvede Silver Maple Leaf
| År   | Beskrivelse              | Kunstner     | Antal produceret | Udgivelsespris |
| ---- | ------------------------ | ------------ | ---------------- | -------------- |
| 2001 | Efterår (Efterårsrød)    | Debbie Adams | 49.709           | 34,95 CAN      |
| 2002 | Forår (Sommergrøn)       | Ukendt       | 29.509           | 34,95 CAN      |
| 2003 | Sommer (Sukker-ahorntræ) | Stan Witten  | 29.416           | 34,95 CAN      |
| 2004 | Vinter (Rød Ahorn)       | Stan Witten  | 26.848           | 39,95 CAN      |
| 2005 | Bigleaf Maple            | Stan Witten  | 27.000           | 39,95 CAN      |
| 2006 | Silver Maple             | Stan Witten  | 20.000           | 45,95 CAN      |
| 2007 | Sukker-ahorn             | Stan Witten  | 20.000           | 49,95 CAN      |

### Canadiske dyr
| År   | Beskrivelse    | Kunstner         | Antal produceret | Størrelse |
| ---- | -------------- | ---------------- | ---------------- | --------- |
| 2011 | Grå ulv        | William Woodruff | 1.000.000        | 1 oz      |
| 2011 | Grizzly-bjørn  | William Woodruff | 1.000.000        | 1 oz      |
| 2012 | Puma           | William Woodruff | 1.000.000        | 1 oz      |
| 2012 | Elg            | William Woodruff | 1.000.000        | 1 oz      |
| 2013 | Prærieantelope | Emily S. Damstra | 1.000.000        | 1 oz      |
| 2013 | Skovbison      | Emily S. Damstra | 1.000.000        | 1 oz      |